# Банданцы
Банданцы — общее название для двух по сути разных народов Индонезии: старобанданцев и оранг-банда.

## Старобанданцы
Старобанданцы (другое название эли-элат, самоназвание — вадан) относятся к группе амбоно-тиморских народов и проживают на востоке Индонезии на острове Нуху-Чут и архипелаге Кай.
На 1998 год численность старобанданцев оценивалась в 3 тыс. человек. Носители языка банда, или эли-элат. Многие также знают индонезийский и кейский языки. По вероисповеданию — мусульмане-сунниты.

### История
Исторически банданцы являются потомками средневекового торгового этноса, обитавшего на островах Банда и возникшего в результате смешения аборигенов, мигрантов индонезийцев, китайцев и арабов. С XIV по XVI вв. основным занятием банданцев было выращивание и продажа мускатного ореха.
В XVI веке острова были колонизированы португальцами, в начале XVII века — голландцами в ходе Ост-Индской компании. Численность банданцев тогда составляла около 15 тыс. человек, сообщается, что они имели светлую кожу и черные прямые волосы, что отличало их от северных соседей — смуглых, кучерявых жителей Амбона и Серама (Villiers 1981: 726—727). В 1621 году голландцы, вознамерившись достигнуть прерогативы на торговлю пряностями, вырезали большую часть банданцев. Многие бежали на другие Молуккские острова и впоследствии смешались с местными этносами — амбонцами, гесерцами и проч. К 1638 году на островах Банда проживало 3842 человека, из которых 539 были европейцами, 560 — коренными банданцами и 2743 — представителями других этносов. Абсолютное большинство этих индонезийцев было обращено в рабство (Van Langenberg 1980: 445).

### Образ жизни
Старобанданцы традиционно занимаются ручным земледелием (выращивают фрукты, бобовые, клубнеплоды, корнеплоды), рыболовством и торговлей.
О социальной организации старобанданцев известно мало, подразумевается, что она такая же, как у других торговых этносов Восточной Индонезии — алорцев, курцев, амбелауанцев, батуаса. Традиционно формируют религиозно-политические союзы улилима («Союз пяти») и улисива («Союз девяти»). Управляются советом старейшин или оранг каем (Villiers 1981: 728).
Что касается фольклора старобанданцев, то здесь имеются лишь сведения о распространенном среди них цикле сказаний о царице Боиратан.

## Оранг-банда
Оранг-банда (в переводе — «народ Банда») — самоназвание этнической общности, населяющей индонезийские острова Банда. В конце 1990-х годов насчитывалось около 13 тыс. представителей данного народа.
Оранг-банда общаются между собой на амбонском диалекте малайского языке, называемом «мелайю-амбон». В большинстве своем исповедуют ислам суннитского толка, некоторая часть — протестантизм.

### История
Оранг-банда сформировались в первой половине XVII века из тиморцев и других индонезийцев, завезенных на острова Банда голландцами для выращивания пряностей после истребления коренного населения. Таким образом, современные жители островов Банда представляют собой результат смешения различных индонезийских этносов.

### Быт
«Народ Банда» и в наше время занимается в основном выращиванием мускатного ореха, а также овощей и фруктов, рыболовством.
О социальной организации оранг-банда известно лишь то, что они традиционно объединены в союзы улилима и улисива.
Туристам новобанданцы обычно показывают свою костюмированную церемонию, танец «Какалеле», в который, по некоторым мнениям, заложен глубокий символизм: в такой форме банданцы сохранили память о нашествии чужеземцев и их расправе над местной знатью, к могилам которой люди до сих пор ходят просить о помощи (Kenji, Siegel 1990: 64).